# Pielęgniczka
Pielęgniczka – nazwa (obiegowa i handlowa, stosowana m.in. przez miłośników akwarystyki) gatunków małych ryb z rodziny pielęgnicowatych, pochodzących z Ameryki Południowej i Afryki, z wyjątkiem jezior Wielkiego Rowu Afrykańskiego. Najbardziej rozpowszechnione wśród akwarystów są  pielęgniczki z rodzaju Apistogramma, Mikrogeophagus oraz Pelvicachromis. 
Pielęgniczki zamieszkują drobne zbiorniki do których należą rzeczki śródleśne lub strumienie na sawannie, czy też rowy i stawy. W okresie rozrodu samice tych gatunków stają się agresywne, nie bojąc się nawet większych osobników

## Wybrane gatunki
- pielęgniczka Agassiza
- pielęgniczka boliwijska
- pielęgniczka dwupasa, pielęgniczka dwupręga
- pielęgniczka kakadu
- pielęgniczka Nijssena
- pielęgniczka Ortmana[2]
- pielęgniczka pięknopłetwa
- pielęgniczka Reitziga, pielęgniczka żółta, pielęgniczka Borella
- pielęgniczka Ramireza, pielęgniczka motylowa, motylek Ramireza
- pielęgniczka trójpręga
- pielęgniczka żółta